# Olympische Jugend-Winterspiele 2024/Teilnehmer (Monaco)
| Gelbes Symbol für Goldmedaillen mit stilisierten Olympischen Ringen | Graues Symbol für Silbermedaillen mit stilisierten Olympischen Ringen | Braundes Symbol für Bronzemedaillen mit stilisierten Olympischen Ringen |
| ------------------------------------------------------------------- | --------------------------------------------------------------------- | ----------------------------------------------------------------------- |
| —                                                                   | —                                                                     | —                                                                       |

Monaco nahm an den Olympischen Jugend-Winterspielen 2024 in der südkoreanischen Provinz Gangwon mit einem Athleten teil.

## Teilnehmer nach Sportart

### Ski Alpin
| Athleten      | Wettbewerb         | Lauf 1  | Lauf 1 | Lauf 2      | Lauf 2 | Gesamt      | Gesamt |
| Athleten      | Wettbewerb         | Zeit    | Rang   | Zeit        | Rang   | Zeit        | Rang   |
| ------------- | ------------------ | ------- | ------ | ----------- | ------ | ----------- | ------ |
| Männer        |                    |         |        |             |        |             |        |
| Hugo Leonelli | Super-G            | —       | —      | —           | —      | 58,79 s     | 42     |
| Hugo Leonelli | Alpine Kombination | 57,84 s | 38     | 1:01,67 min | 30     | 1:59,51 min | 29     |
| Hugo Leonelli | Riesenslalom       | 53,52 s | 45     | 49,00 s     | 35     | 1:42,52 min | 35     |
| Hugo Leonelli | Slalom             | 52,56 s | 45     | 57,51 s     | 26     | 1:50,07 min | 28     |